# 教宗宮 (亞維農)
教宗宫（法語：Palais des Papes）是座落于法国南部城市亞維農的一座古老宫殿，為欧洲最大、最重要的中世纪哥特式建筑。教宗宫不仅是教宗的宫殿，也是一座要塞。在十四世纪期间，阿维尼翁教宗宫是聖座的所在地。历史上有六次的教宗选举是在阿维尼翁教宗宫举行的，分别选出了本篤十二世（1334年）、克勉六世（1342年）、依諾增爵六世（1352年）、烏爾巴諾五世（1362年）、額我略十一世（1370年）和對立教宗本篤十三世（1394年）。
該宮殿由内外两层建筑构成。分别是于本笃十二世时期建造的要塞式的旧宫，以及阿维尼翁教宗中最为奢侈的克莱孟六世时期在旧宫基础上扩建的新宫。教宗宫不仅是欧洲最宏大的哥特式建筑，同时也从各方面显示出了国际哥特式的风格。无论在建筑还是装饰方面，教宗宫都集中了当时代顶尖的大师的成就。其中包括了十四世纪法国著名的建筑师，皮埃尔·裴松以及让·德鲁夫，以及锡耶纳学派的壁画大师，西蒙涅·马尔蒂尼和马提欧·吉奥凡尼提。
1995年，教宗宫和阿维尼翁历史中心被列为世界遗产。